# Barredo (Castroverde)
Barredo (llamada oficialmente Santo André de Barredo) es una parroquia y una aldea española del municipio de Castroverde, en la provincia de Lugo, Galicia.

## Otras denominaciones
La parroquia también es conocida por el nombre de San Andrés de Barredo.

## Organización territorial
La parroquia está formada por tres entidades de población:
- Barredo
- Vilar dos Naraos
- Vilaxurxo

## Demografía

### Parroquia
| Gráfica de evolución demográfica de Barredo (parroquia) entre 2000 y 2019 |
|                                                                           |
| Datos según el nomenclátor publicado por el INE.                          |

### Aldea
| Gráfica de evolución demográfica de Barredo (aldea) entre 2000 y 2019 |
|                                                                       |
| Datos según el nomenclátor publicado por el INE.                      |